# Polistyren ekstrudowany

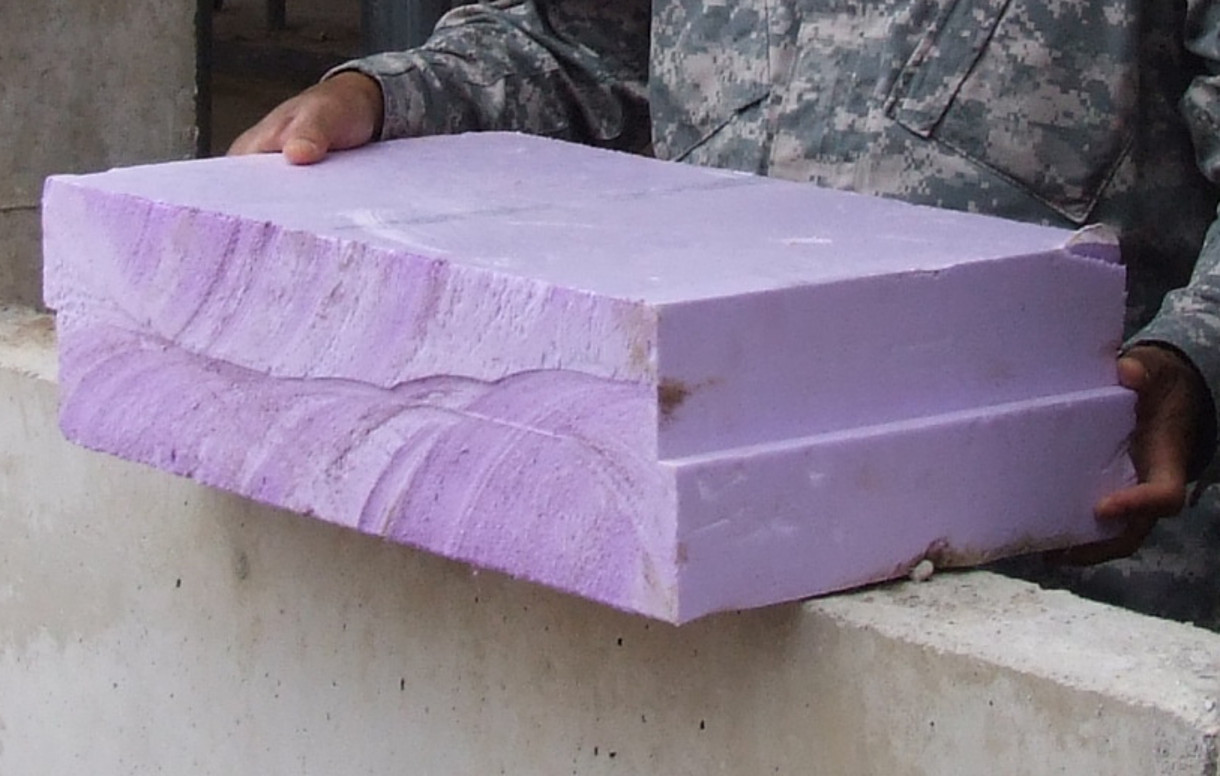
fragment płyty z polistyrenu ekstrudowanego

Polistyren ekstrudowany (XPS, potocznie styrodur) – materiał izolujący ze spienionego polistyrenu o odmiennych od styropianu właściwościach, otrzymany metodą ciągłej ekstruzji płyt (wytłaczanie przez głowicę szczelinową). Jest stosowany m.in. w budownictwie.
Struktura otrzymanego materiału jest jednorodną pianą o komórkach w formie wielościanów o nieregularnych kształtach i rozmiarach, ściśle przylegających do siebie. Brak osłabień pomiędzy poszczególnymi komórkami powoduje większą niż w przypadku styropianu wytrzymałość mechaniczną.
Zalety:
- Niska nasiąkliwość wodą – co pozwala na stosowanie go w warunkach dużej wilgotności lub w bezpośrednim kontakcie z wodą
- Niski współczynnik przewodzenia ciepła λ = 0,029–0,040 W/(m·K)
- Wysoka wytrzymałość mechaniczna – co pozwala na jego stosowanie w miejscach narażonych na duże obciążenia, takich jak podłogi przemysłowe czy parkingi.

Ze względu na jego właściwości, najczęściej stosuje się go do ocieplania:
- ścian fundamentowych,
- ścian piwnicznych,
- ścian w wilgotnych pomieszczeniach,
- płaskich dachów odwróconych,
- podłóg, które są posadowione bezpośrednio na gruncie.

Stosowany jest też do wykonywania elementów ozdobnych i reklamowych.
Jako że polistyren ekstrudowany odznacza się małą nasiąkliwością, można korzystać z niego poniżej izolacji przeciwwodnej. Materiału tego nie należy natomiast stosować z materiałami, które zawierają rozpuszczalniki jak np. smoła węglowa lub lepik na zimno. Pod wpływem tych substancji rozpuszcza się. W budownictwie styrodur można przyklejać do ścian za pomocą masy asfaltowej lub przeznaczonej do tego celu pianki.
Potoczna nazwa „styrodur” jest zarejestrowaną nazwą własną jednego z producentów polistyrenu ekstrudowanego – firmy BASF.